# Braço (componente)

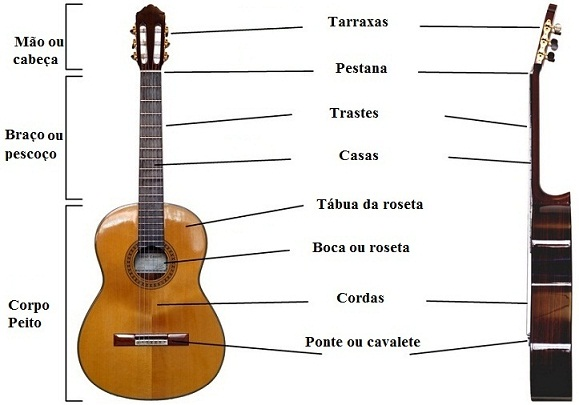
Partes de um violão, a exemplo do detalhe da localização do braço.

Braço (ou pescoço; em inglês neck) é uma parte específica de certos instrumentos de cordas. Ele compõe parcialmente o instrumento e é disposto de forma ereta, tendo sido colado, encaixado ou mesmo esculpido/talhado diretamente no corpo do instrumento em questão.

## Função
O braço dá apoio e sustentação de movimentos, notas ou timbres, sobretudo em oposição aos dedos. Costuma ser elaborado com o mesmo material do corpo do instrumento em questão, mas não exclusivamente. Durante a vida útil do produto final, podem surgir ranhuras ou rachadas naturais oriundas da captação e transformação sonora por intermédio da vibração, como também por fatores acidentais ou ambientais. A parte do braço também serve como ponto de medição entre de distintas extremidades de frequência sonoro-digital (Hertz); principalmente em instrumentos como violão clássico, guitarra e violoncelo, o braço costuma estender-se sob a cavidade esquerda em relação ao posicionamento dos corpos, porém, em casos específicos, poder-se-ia alterar a composição a modificar, inclusive, a quantidade de possíveis condutores.